# Tranvia di Granada
La tranvia di Granada (ufficialmente in spagnolo Metropolitano de Granada, letteralmente "metropolitana di Granada") è una metrotranvia che serve la città spagnola di Granada e i comuni limitrofi.

## Storia
I lavori di costruzione della tranvia iniziarono nel 2007; la linea venne attivata il 21 settembre 2017. È costituita da un'unica linea che attraversa la città di Granada da nord a sud e collega anche i comuni di Albolote, Maracena (a nord) e Armilla (a sud). Con una lunghezza di 16 km e 26 fermate, è la seconda linea più lunga dell'Andalusia e la terza rete andalusa per numero di utenti, dopo le metropolitane di Siviglia e Malaga. È stata la nona rete metropolitana spagnola ad essere inaugurata, dopo quelle di Madrid, Barcellona, Valencia, Bilbao, Alicante, Palma, Siviglia e Malaga. Il sistema è servito da un totale di quindici unità ferroviarie modello CAF Urbos III, con una lunghezza di 32 metri e una capacità di 210 passeggeri. La velocità massima è di 70 km/h su binari a scartamento internazionale. Nell'ottobre 2021, la Junta de Andalucía (il governo regionale andaluso) ha annunciato la creazione del nuovo sistema.
Nell'ottobre 2021, la Junta de Andalucía ha lanciato il progetto per la prima estensione della rete, che prevede il prolungamento del percorso alle sue estremità settentrionali e meridionali e la creazione di una nuova circonvallazione attraverso il centro della capitale. Una volta completato, il sistema dovrebbe avere tre linee commerciali e l'ampliamento dovrebbe essere operativo entro il 2030.

## Caratteristiche
La linea, a scartamento ordinario, è lunga 15,9 km ed è composta da 26 stazioni (23 in superficie + 3 sotterranee). Nella zona centrale della città vi è una tratta interrata, lunga 2,7 km e comprendente le stazioni sotterranee di Méndez Núñez, Recogidas e Alcázar Genil.

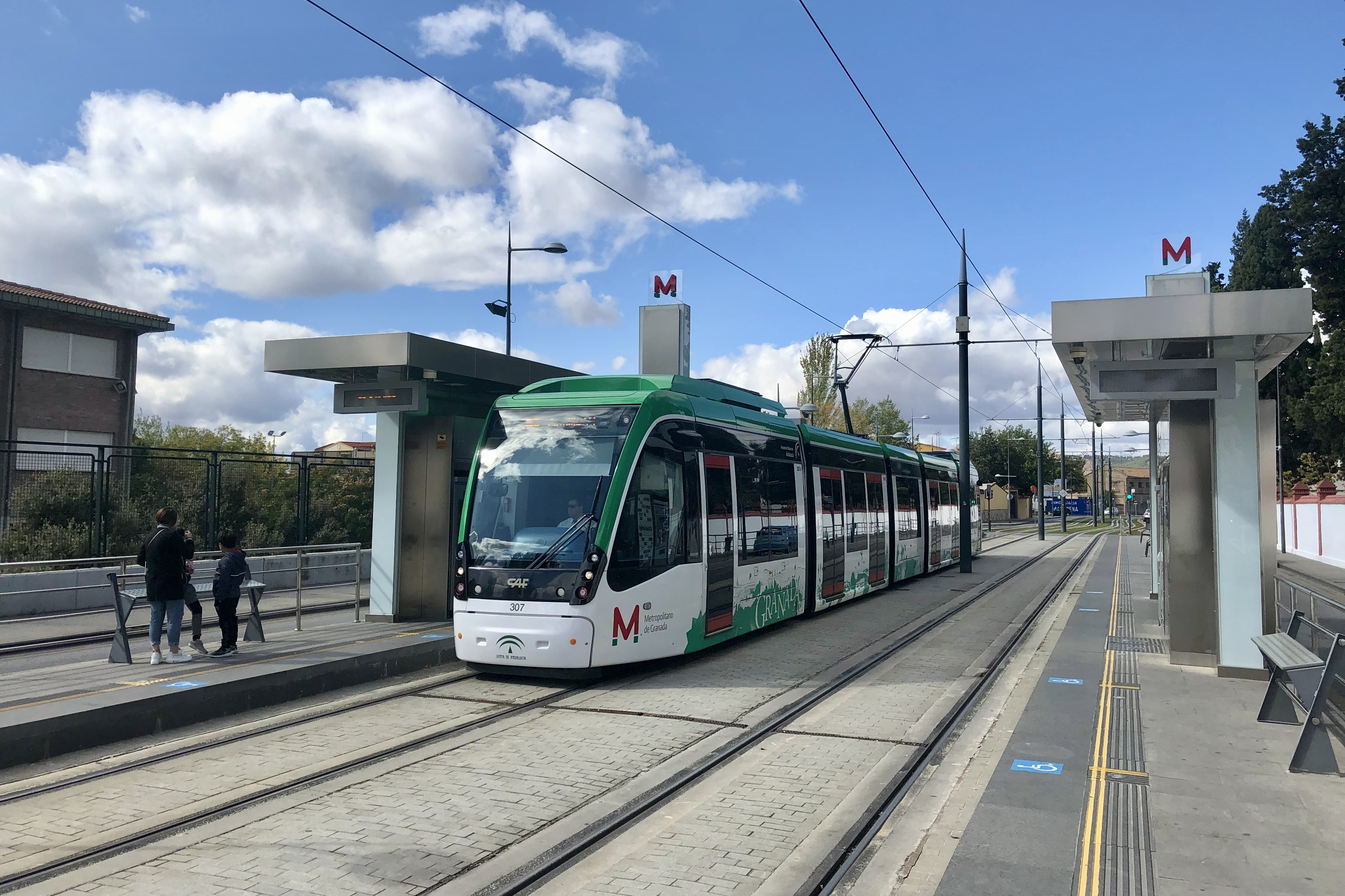
Un CAF Urbos 3 alla fermata Estación de Anfiteatro (Maracena)

## Materiale rotabile
Sulla linea sono in servizio 15 vetture del modello CAF Urbos, lunghe 32,3 m e larghe 2,65 m.